# Estado nacional (programa de televisión)
Estado nacional es un programa de televisión chileno, de tipo de actualidad y debate político, emitido por Televisión Nacional de Chile. Se transmite los domingos en vivo a las 11:00. Es conducido por un panel alternado entre Constanza Santa María y Matías del Río.  Anteriormente conducido por Monserrat Álvarez, Juan José Lavín y Andrea Arístegui.
Cuenta cada semana con uno o dos invitados de la actualidad política, más un panel compuesto por analistas políticos de renombre y audaces e hilarantes notas relativas a los temas de discusión.
El programa se desarrollaba en un set virtual, pero en agosto de 2010, junto con la nueva escenografía del noticiero 24 horas, se construyó una para el programa (que también se utilizó para Medianoche, La entrevista del domingo, Goles 24 Horas, entre otros programas del departamento de prensa).
Entre marzo de 2020 y septiembre de 2022 el programa se emitió en horario prime los domingos a las 22:30, pero a partir octubre de 2022 retomó su horario habitual a las 11:00 hrs. Desde marzo de 2023 el programa además de su horario habitual los domingos, tiene un nuevo espacio los días jueves a las 23:00 hrs exclusivamente por el Canal 24 Horas. 

## Elenco

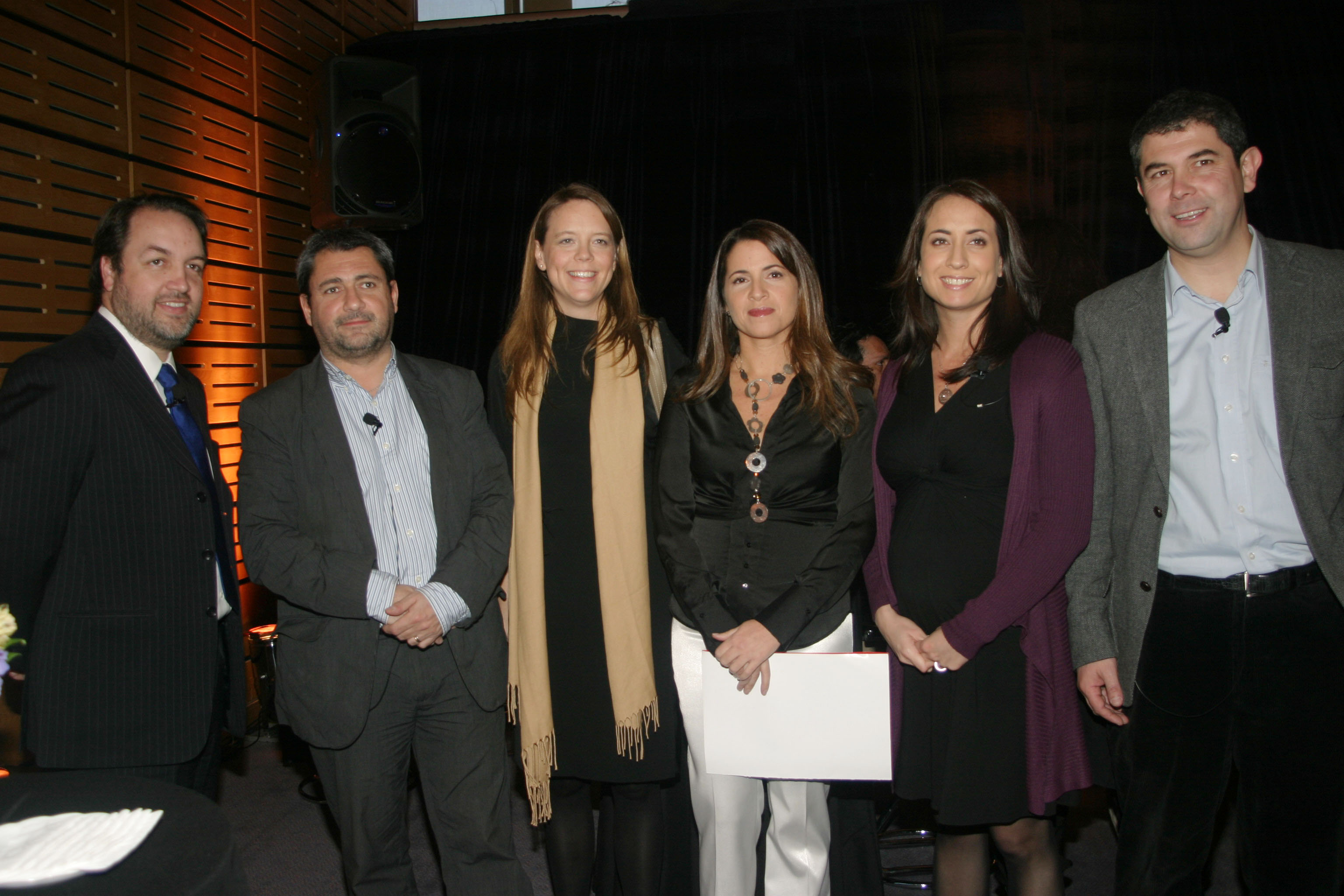
La entonces ministra Ena von Baer (tercera de izquierda a derecha) en el lanzamiento de la temporada 2010 de Estado nacional.

### Presentadores
- Constanza Santa María (2021-presente)
- Matías Del Río (2019-presente)[1]

Anteriores:
- Monserrat Álvarez (2006-2010)
- Mónica Rincón (2009, 2011)
- Juan José Lavín (2011-2015)
- Andrea Arístegui (2015-2018)

### Panelistas
Algunos panelistas han sido:
- Francisco Vidal
- Valentina Quiroga
- Carlos Maldonado
- Gonzalo Müller

- Cecilia Pérez
- Eduardo Saffirio
- Cristina Bitar
- Ena von Baer
- Óscar Godoy
- Jorge Navarrete
- Alfredo Joignant

## Equipo realizador
- Francisco Poblete - editor periodístico
- Franco Ferreira - periodista (2007-2017)
- Juan Pablo Moraga - periodista
- Carolina Rodríguez - periodista
- Javiera Sacco - periodista
- Patricio Ojeda - editor
- Mariela Aravena - productora periodística
- Andrea Barrera - productora periodística
- Michael Brierley (escocés) - postproductor Avid
- Aldo Rodríguez - director de TV
- Luis Contreras - director Asist. TV
- Boris López - productor general

## Especiales
- La muerte de Augusto Pinochet fue el primer motivo para un programa especial. Este fue el día 11 de diciembre de 2006, a la 01:00 de la madrugada y totalmente en vivo, en el mismo día en que en su edición regular Estado nacional transmitía la última nota sobre Augusto Pinochet emitida por la televisión chilena antes de su fallecimiento.[2]
- Las cuentas públicas de la presidenta Michelle Bachelet también ha sido causa de programas especiales; es por eso que, el 21 de mayo de 2007, el programa se emitió a las 00:30; lo mismo ocurrió el 21 de mayo de 2008, en este caso se emitió a las 23:45, y contó con invitados como el ministro secretario general de la Presidencia, José Antonio Viera-Gallo y el presidente de la Unión Demócrata Independiente (UDI), Hernán Larraín.
- Las elecciones en Chile también son motivo para especiales. El primero para estas ocasiones fue el 26 de octubre de 2008 y en horario estelar (22:00) para las elecciones municipales de ese año. Se esperaban ediciones especiales, también para las presidenciales y parlamentarias el 2009.

## Controversias
En julio de 2022, el conductor Matías del Río fue sacado abruptamente del programa. La decisión habría sido tomada por TVN, antes supuestas críticas a Matías del Río por falta de neutralidad por parte de Nivia Palma, integrante del directorio del canal. La decisión tuvo  críticas, incluso por parte de otros miembros del directorio de TVN, quienes acusaron motivos políticos para retirarlo del programa, como también apoyos a del Río. TVN negó las acusaciones y aseguró que la razón de la salida de Matías fue para protegerlo (inicialmente) una reestructuración del programa, que volvería a tener solo una conductora. Asimismo indicaron que Matías del Río seguiría teniendo proyectos en TVN.
El 4 de agosto, TVN revirtió su decisión y junto con lamentar la confusión y el tono de la discusión, anunció la vuelta de Del Río al programa, donde se alternará en la conducción con Constanza Santa María semanalmente. Finalmente, Del Río se reintegró al programa el 7 de agosto de 2022.